# Heinz Dieter Heidemann
Heinz Dieter Heidemann (* 1946 in Mülheim an der Ruhr) ist ein brasilianischer Human- und Wirtschaftsgeograf.
Heidemann promovierte 1980 unter Günter Mertins an der Universität Marburg. Seit 1989 ist er Professor an der Universität von São Paulo. Von 2002 bis 2006 war Heidemann Vizedirektor des Institutes für Brasilianische Studien (Instituto de Estudos Brasileiros) an derselben Universität. Er ist bekannt durch seine Arbeiten über João Guimarães Rosa.